# Burnt Prairie (Illinois)
Burnt Prairie – wieś w Stanach Zjednoczonych, w stanie Illinois, w hrabstwie White.